# Рождественский рассказ

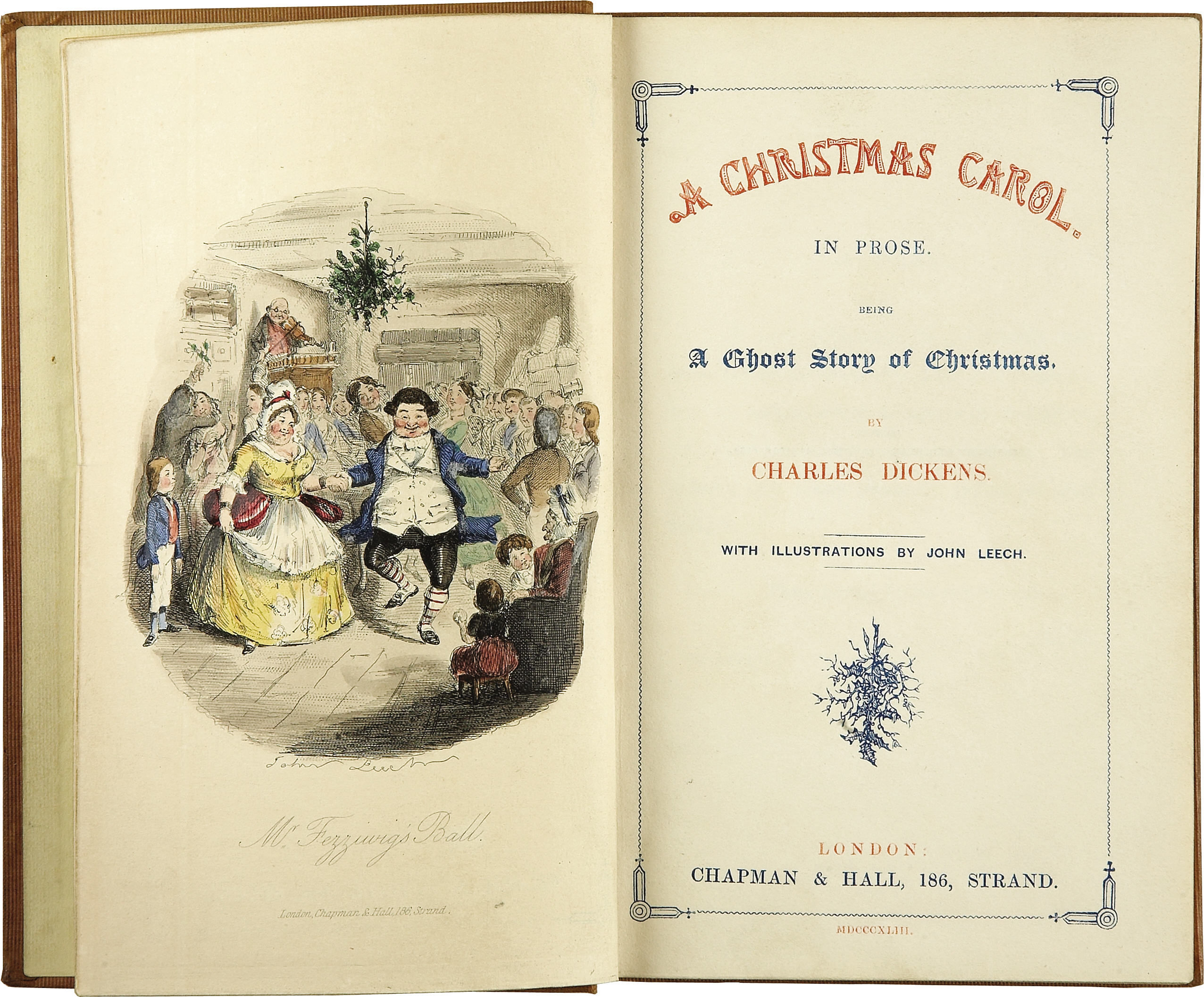
Первое издание «Рождественской песни» Диккенса

Рожде́ственский или святочный расска́з — литературный жанр, относящийся к категории календарной литературы и характеризующийся определённой спецификой в сравнении с традиционным жанром рассказа.

## Истоки и основные черты
От святочного рассказа непременно требуется, чтобы он был приурочен к событиям святочного вечера — от Рождества до Крещенья, чтобы он был сколько-нибудь фантастичен, имел какую-нибудь мораль, хоть вроде опровержения вредного предрассудка, и наконец — чтобы он оканчивался непременно весело… Святочный рассказ, находясь во всех его рамках, все-таки может видоизменяться и представлять любопытное разнообразие, отражая в себе и свое время и нравы.
Традиция рождественского рассказа, как и всей календарной литературы в целом, берёт своё начало в средневековых мистериях, тематика и стилистика которых была строго обусловлена сферой их бытования — карнавальным религиозным представлением. Из мистерии в рождественский рассказ перешла трёхуровневая организация пространства (ад — земля — рай) и общая атмосфера чудесного изменения мира или героя, проходящего в фабуле рассказа все три ступени мироздания. Традиционный рождественский рассказ имеет светлый и радостный финал, в котором добро неизменно торжествует. Герои произведения оказываются в состоянии духовного или материального кризиса, для разрешения которого требуется чудо. Чудо реализуется здесь не только как вмешательство высших сил, но и как счастливая случайность, удачное совпадение, которые в парадигме значений календарной прозы тоже видятся как знак свыше. Часто в структуру календарного рассказа входит элемент фантастики, но в более поздней традиции, ориентированной на реалистическую литературу, важное место занимает социальная тематика.

## В западной литературе

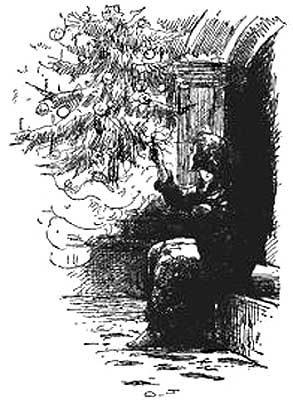
Иллюстрация к «Девочке со спичками» (1889)

Во второй половине XIX века жанр пользовался огромной популярностью. Издавались новогодние альманахи, подобранные из произведений соответствующей тематики, что вскоре способствовало отнесению жанра рождественского рассказа в область беллетристики. Угасание интереса к жанру происходило постепенно, началом спада можно считать 1910-е гг.
Основателем жанра рождественского рассказа в масштабах всемирной литературы принято считать Чарльза Диккенса, который в 1843 году опубликовал «Рождественскую песнь в прозе» о старом мрачном скряге Эбинейзере Скрудже (тот любит только свои деньги и не понимает радости людей, празднующих Рождество, но меняет свои взгляды после встреч с духами). В последовавших произведениях 1840-х годов («The Chimes» (1844), «The Cricket on the Hearth (1845), «The Battle of Life» (1846), «The Haunted Man» (1848)). В 1850-х годах Диккенс продолжил писать рождественские рассказы (часто в соавторстве с Уилки Коллинзом, публикуя их в своих журналах Household Words (с англ. — «Домашнее чтение») и All the Year Round (с англ. — «Круглый год»). Именно Диккенс связал рождественскую и социальную тематики, задал основные постулаты «рождественской философии»: ценность человеческой души, тема памяти и забвения, любовь к «человеку во грехе», тема детства. Традиция Диккенса была воспринята как европейской, так и русской литературой и получила дальнейшее развитие.
Сложившаяся со временем и ставшая традиционной схема рождественского рассказа предполагает нравственное преображение героя, которое должно происходить в три этапа (отражая три ступени мироздания); соответственно, и хронотоп такого рассказа обычно также имеет трёхуровневую организацию.
Ярким образцом жанра в европейской литературе принято считать трогательную «Девочку со спичками» Ханса Кристиана Андерсена.

## Истоки русского святочного рассказа

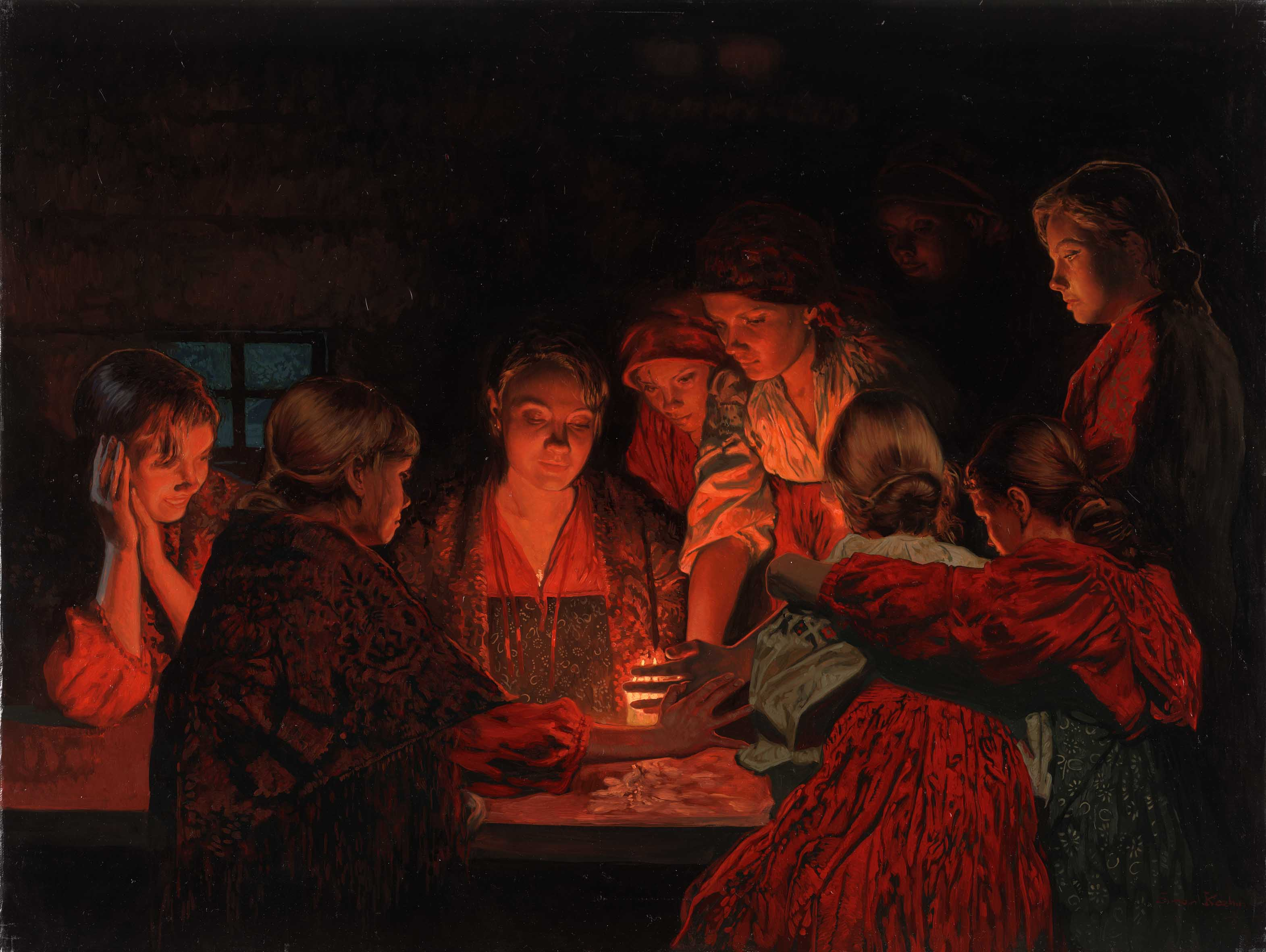
Кожин С. Л. Святочное гадание.

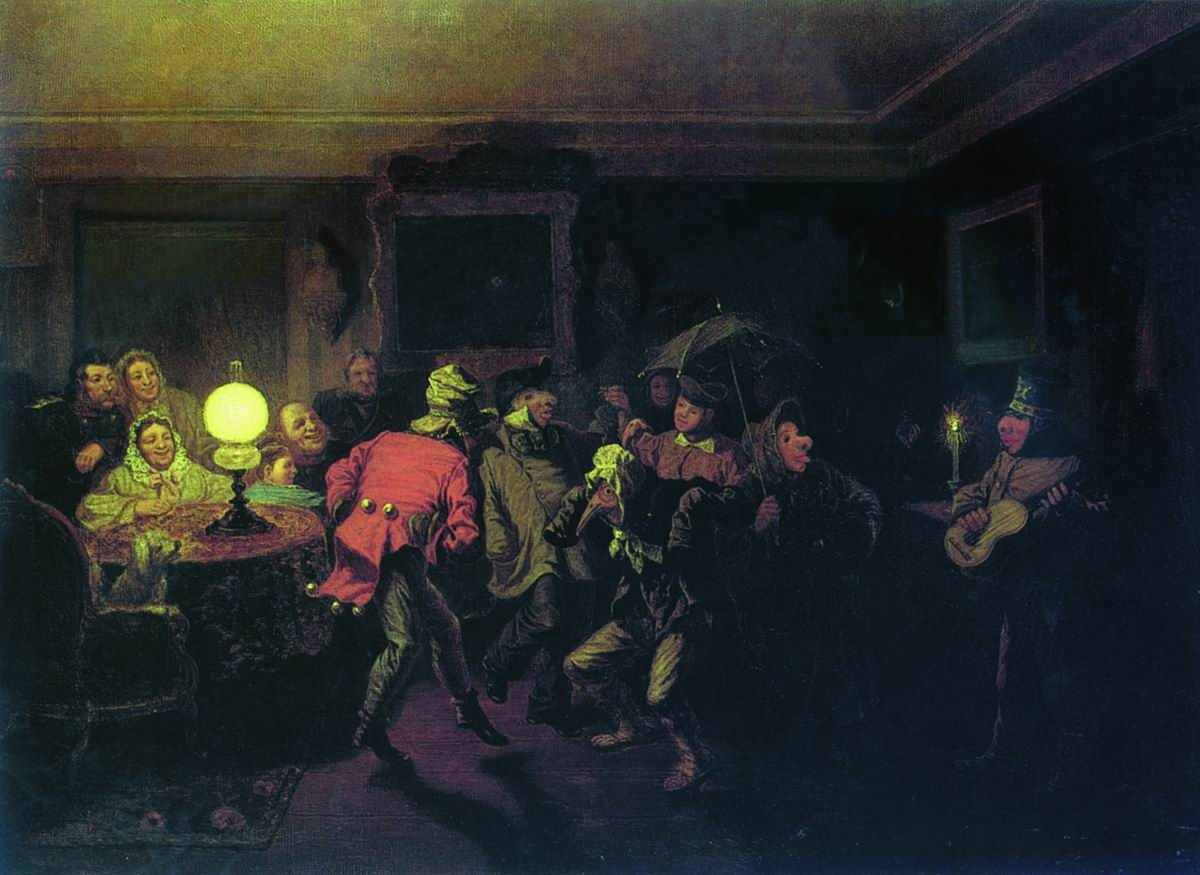
Соломаткин Л. И. Ряженые. 1873.

Празднуемые с 25 (а иногда и с 6 декабря, Николы Зимнего) декабря по 6 января (по старому стилю), вместе с Рождеством, Крещением, а начиная с Петра I и Новым годом, святки — фактически, главный из традиционных календарных праздников России, и, соответственно, именно святочный (рождественский) рассказ стал наиболее многочисленным и разнообразным жанром календарного текста. Этот праздник объединил в себе изначально языческую Коляду, христианские рождество и крещение и светский новый год: все эти традиции тесно переплелись, создав весьма многослойную святочную семантику соответствующих литературных и фольклорных произведений. В частности, время святок (особенно это касается второй их половины, часто называемой «страшной» неделей, в отличие от первой — «святой») считалось в народе временем разгула бесов и прочей нечисти, что приводит к появлению святочных страшных историй. Другой устойчивый мотив — святочные гадания, которые, с одной стороны, связаны с комплексом представлений о судьбе, и, зачастую, мотивом надежды на лучшее, а с другой, считались греховным и опасным занятием. Поэтому фольклорные святочные истории нередко  носили инструктивный характер, говорили о том, как надо, а как нельзя себя вести человеку, если он сталкивается во время святок с инфернальными силами. При этом празднование святок носило карнавальный характер, где безудержное веселие, призванное, по принципу «как год встретишь, так его и проведёшь», воздействовать на будущее, сочеталось с ритуальным переодеванием (см. ряженые). Святочные игрища молодёжи были во многом направлены на выбор женихов и невест, тот же матримониальный характер носили и девичьи гадания.
Самым ранним произведением русской литературы, сюжет которого тесно связан со святками и опирается на карнавальную природу этого праздника, считается плутовская новелла «Повесть о Фроле Скобееве». Повесть зафиксирована в письменном виде, вероятно, во времена Петра I. Бедный дворянин Фрол Скобеев (в одной из версий Скомрахов, что является явной отсылкой к скоморохам), переодевшись в женское платье, проникает на девичью святочную вечеринку, где (в ходе игровой, «потешной» свадьбы) соблазняет дочь стольника, на которой «увозом» женится. В конце XVIII века переработанный вариант этой повести, до того распространявшейся исключительно рукописным способом, вошёл в сборник «Похождения Ивана Гостиного сына» Ивана Новикова под названием «Новгородских девушек святочный вечер, сыгранный в Москве свадебным». Иногда к святочным относят и повесть Карамзина «Наталья, боярская дочь», в которой сын опального боярина женится увозом на дочери царского любимца, и заканчивающийся тем, что царь прощает и приближает к себе пойманного жениха-похитителя, но при некотором сюжетном сходстве с «Фролом» и более поздними образчиками жанра, здесь явная связь со святками отсутствует. 
Произведение, озаглавленное «Святочные рассказы» впервые  появилось в русской печати в декабре 1826 года в журнале «Московский телеграф». Его написал издатель журнала Николай Полевой. «Святочные рассказы» Полевого воспроизводили русскую традицию, уже начавшую забываться в городах, когда старики в вечер святок рассказывали истории (былички и бывальщины), так или иначе связанные с этим праздником. Периодическая печать, в частности литературные журналы, по своей природе связанные с календарём, частично взяли на себя ту роль, которую играла устная календарная словесность в русском фольклоре. 
Место для календарной словесности нашлось на страницах далеко не всех журналов. Журналы, чья идеология тяготела к линейному, а не цикличному восприятию времени, направленные на будущие перемены, а не на сохранение традиции, куда большее внимание уделяли новостям и новинкам. При этом водораздел здесь никак не оказывается связанным с западнической или славянофильской направленностью издания. Календарный цикл, как правило, игнорируют «толстые журналы», издаваемые и теми, и другими (хотя для славянофилов календарная словесность чуть ближе), обращаются же к нему массовые журналы «для народа», каким, в частности, и был «Московский телеграф» Полевого. Расцвет жанра святочного рассказа в России на рубеже XIX-XX веков связан с ростом уровня грамотности и числа подобных изданий.

## В классической русской литературе

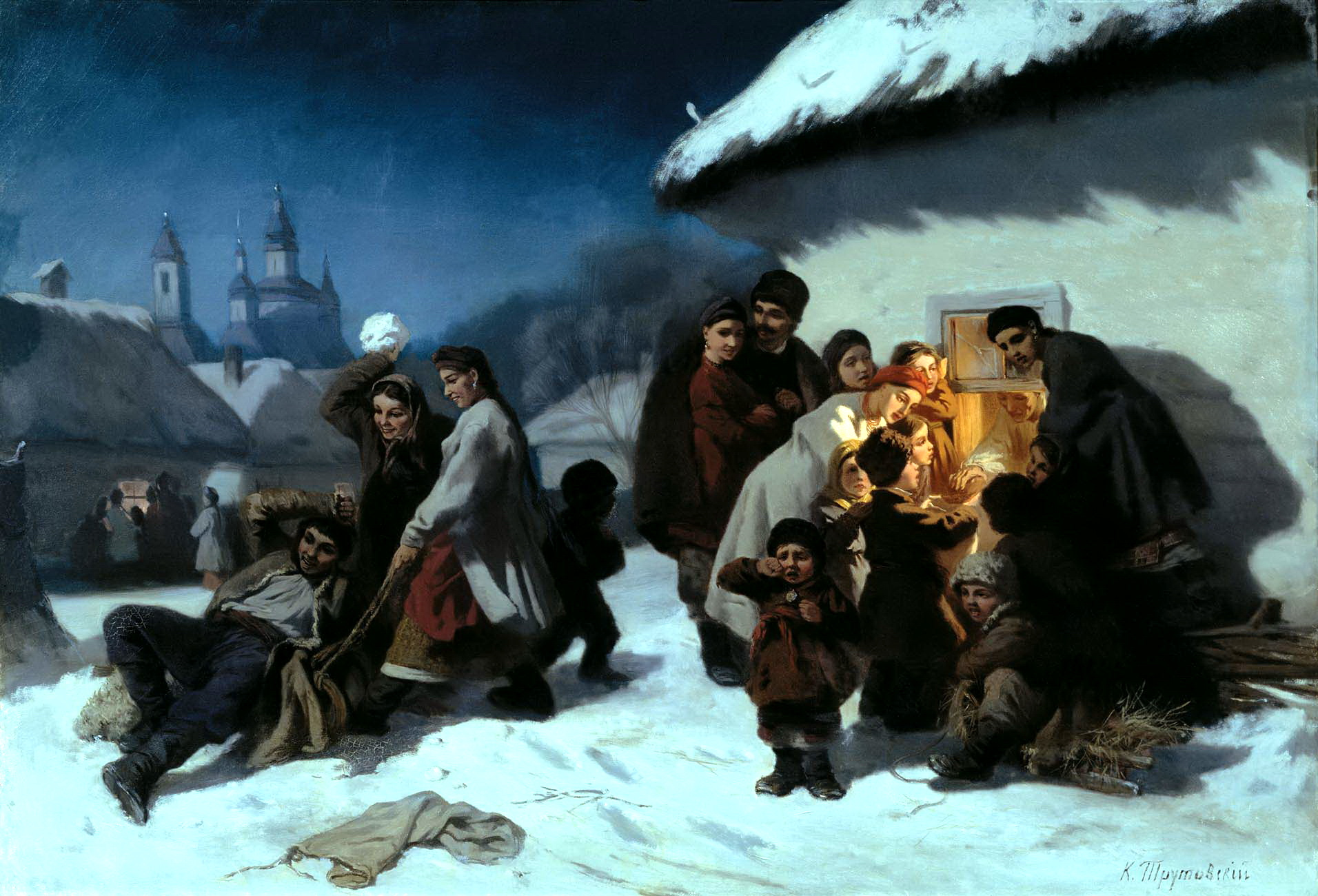
Трутовский К. А. Колядки в Малороссии. Вторая половина XIX века.

Традицию устного календарного рассказа воспроизвёл Гоголь во многих из «Вечеров на хуторе близ Диканьки. Святкам в нём посвящена «Ночь перед рождеством». Эта повесть наполнена множеством достоверных, красочно описанных этнографических деталей народного праздника. Вмешательство нечистой силы здесь начинается с похищения чёртом звёзд и месяца: к наступившей в мире темноте добавляется метель, усугубляя хаос. С этого момента в повести начинают происходить фантастические события. Однако если в устных быличках вмешательство инфернальных сил часто кончается для героя плачевно (в лучшем случае он отделывается испугом), здесь кузнец (то есть носитель «мистической» профессии) и художник Вакула одерживает над чёртом победу. В течение XIX века эта повесть Гоголя приобрела в России репутацию классического, образцового святочного рассказа.
Была в России воспринята и частично переосмыслена и традиция Диккенса, благодаря которой в русский святочный рассказ уверенно входит тема собственно Рождества, лишь обозначенная, в связи с победой добра над злом, у Гоголя, и, как правило, отсутствовавшая у его современников. Если у английского писателя непременным финалом была победа света над мраком, добра над злом, нравственное перерождение героев, то в отечественной литературе нередки трагические финалы. Специфика диккенсовской традиции требовала счастливого, пусть даже и не закономерного и неправдоподобного финала, утверждающего торжество добра и справедливости, напоминающего о евангельском чуде и создающего рождественскую чудесную атмосферу. 
Практически в любом рождественском рассказе происходит чудо и перерождение героя, однако в русской литературе жанр приобрёл более реалистичные черты. Русские писатели обычно отказываются от волшебства, сохраняя темы детства, любви, прощения, социальную тематику. Евангельские мотивы и основная жанровая специфика рождественского рассказа здесь сочетаются с усиленной социальной составляющей. Среди наиболее значительных произведений русских писателей, написанных в жанре рождественского рассказа, — «Мальчик у Христа на ёлке» Ф. М. Достоевского, цикл святочных рассказов Н. С. Лескова, рождественские рассказы А. П. Чехова (как, например, «Детвора», «Мальчики»).

## В современной русской литературе
В советской литературе святочный рассказ теряет связь со ставшими «религиозными предрассудками» святками и Рождеством и превращается в рассказ новогодний. Одним из первых советских новогодних текстов стала «Ёлка в Сокольниках» — отрывок из очерка Бонч-Бруевича «Три покушения на В. И. Ленина» 1930 года, получивший известность в качестве самостоятельного рассказа для детей. Здесь Ленин, приехавший в 1919 году на детскую ёлку, выступает в роли традиционного Деда Мороза (см. также Лениниана). Традиционные темы святочного рассказа, такие как счастье, детство и ценность семьи, поднимает написанный в предвоенные годы рассказ Гайдара «Чук и Гек». Хотя он и не содержит явного фантастического элемента, его отличает особая, сказочная атмосфера, сближающая его с традиционными рождественскими историями. 
Однако само словосочетание святочный (или рождественский) рассказ в советской печати употреблялось исключительно в ироническом смысле, для обозначения чего-то очень сентиментального и/или далёкого от реальной жизни. Классические произведения рождественской тематики, такие как рассказ Чехова «Ванька» стали относить к детской литературе, литературоведы подчёркивали их социальную составляющую. Возрождение традиций жанра начинается в конце 1980-х годов, в печати начинают появляться как перепечатки святочных рассказов XIX и начала XX века, так и новые произведения с подзаголовком «святочный рассказ», издаются сборники таких рассказов.
Как пример современного рождественского текста может быть рассмотрен один из самых известных рассказов Людмилы Петрушевской «Чёрное пальто», в котором героиня, брошенная женихом и решившаяся на самоубийство, попадает в странное междумирье, где получает последний шанс изменить своё роковое решение. Хотя рассказ допускает и иное прочтение: в диапазоне жанров от баллады до детской страшилки, в нём достаточно заметна перекличка с «Девочкой со спичками» Андерсена, начиная с того факта, что и там, и там, имя героини остаётся не названным, и кончая коробком с несколькими спичками, ключевой для сюжета деталью, символизирующими спасение. Отсутствие явного хронологического указания на Рождество (или, в осовремененном варианте, Новый год) в «Чёрном пальто» (здесь говорится просто о зиме) достаточно характерно для современной рождественской прозы, нередко избегающей подобной конкретизации. При этом у Петрушевской есть все остальные характерные черты жанра: чудо, моральный урок, счастливый конец и нравственное перерождение героини, а также рассказчик, как самостоятельная инстанция. В рассказе «Мальчик Новый год», имеющем подзаголовок «нынешняя сказка» Людмила Петрушевская обратилась к жанру рождественского рассказа явным образом. Здесь её герои, «маленькие люди» своим неравнодушием сами совершают маленькое чудо, не дав случиться беде.

## Страшные рассказы
Особую группу святочных рассказов в дореволюционной литературе составляли «страшные», или «крещенские рассказы», представляющие разновидность готической литературы ужасов. Истоки этого вида рассказа лежат в связанных с нечистью святочных поверьях и отражающих их быличках. В качестве раннего примера такого рода литературы можно назвать балладу В. А. Жуковского «Светлана», сон Татьяны в пушкинском романе «Евгений Онегин». В своих ранних рассказах Чехов юмористически обыгрывал условности этого жанра («Страшная ночь», «Ночь на кладбище»). К более серьёзным образцам жанра относятся «Чёртик» и «Жертва» А. М. Ремизова.

## Комментарии
1. ↑  Полное название: «История о новгородском дворянине Фроле Скобееве и о стольничьей дочери Нардина—Нащокина Аннушке»
2. ↑  Какие либо биографические подробности, включая точные годы жизни или отчество об этом писателе не сохранились[6]
3. ↑  В России, в отличие от Англии и западного мира, и, в некоторой степени, Украины, рождество до середины XIX века было чисто церковным праздником, почти не влиявшим на светские традиции[11]